# 존 그란트

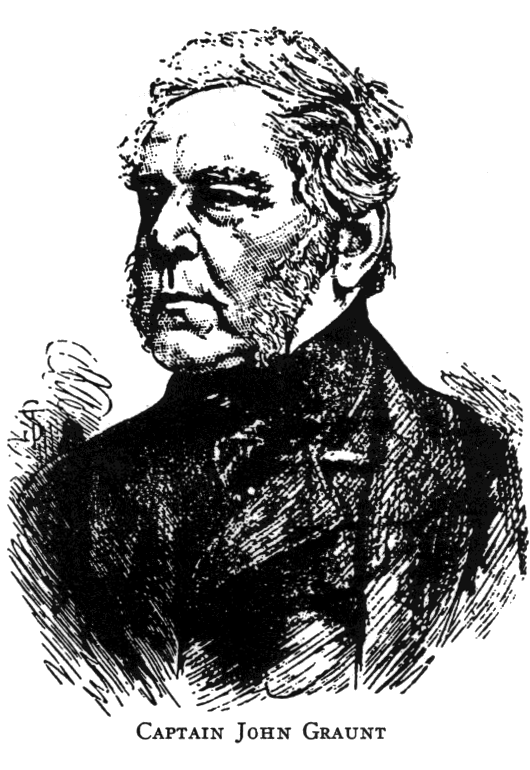

존 그란트(John Graunt, 1620년 4월 24일 ~ 1674년 4월 18일)는 영국의 통계학자이다.
과거 약 80년 간의 런던의 사망표(死亡表)를 연구하였다. 1662년 윌리엄 페티와 공저한 《사망표에 관한 자연적 내지 정치적 제(諸)관찰(Natural and Political Observations Made upon the Bills of Mortality)》은 인구통계학의 개척서로서, 그 치밀한 방법은 근대 통계학의 기초를 확립하였다.